# Jabuka (Gacko, BiH)
Jabuka je naseljeno mjesto u općini Gacko, Republika Srpska, BiH.
Prije rata stanovništvo Jabuke je živjelo isključivo od stočarstva i poljoprivrede te pomoći članova obitelji koji su živjeli i radili u Sarajevu, Gacku i inozemstvu.
Područje sela je dolina s mnogo livada, šume i pašnjaka. Ispod sela protiče rijeka Jabučnica, a cijeli je kraj bogat planinskom izvorskom vodom.

## Povijest
U ratu u BiH, stanovništvo je pobjeglo od napada srpske vojske. Poslije rata je tek mali broj stambenih objekata obnovljen, a ni jedna se obitelj nije za stalno vratila.

## Stanovništvo

### 1991.
Nacionalni sastav stanovništva 1991. godine, bio je sljedeći:
ukupno: 38
- Muslimani - 38 (100%)

### 2013.
Na popisu 2013. godine bilo je bez stanovnika.